# Enaria granulosa
Enaria granulosa är en skalbaggsart som beskrevs av Leon Fairmaire 1899. Enaria granulosa ingår i släktet Enaria och familjen Melolonthidae. Inga underarter finns listade i Catalogue of Life.